# Ryan Reynolds
Ryan Rodney Reynolds (Vancouver, 23 de octubre de 1976) es un actor, actor de voz, comediante, guionista, productor de cine y empresario canadiense, nacionalizado estadounidense.
Comenzó su carrera protagonizando la telenovela canadiense para adolescentes Hillside (1991-1993) y tuvo papeles menores antes de obtener el papel principal en la comedia de situación Two Guys and a Girl entre 1998 y 2001. Reynolds luego protagonizó una variedad de películas, que incluyen comedias como Van Wilder (2002) o  The Proposal (2009). También actuó en papeles dramáticos en Buried (2010), Woman in Gold (2015) y Life (2017), protagonizó películas de acción como Blade: Trinity (2004), Green Lantern (2011), 6 Underground (2019), Free Guy (2021) o Red Notice (2021) y prestó su voz en diversas películas animadas como The Croods (2013-2020) y Pokémon: Detective Pikachu (2019).
El mayor éxito comercial de Reynolds se produjo con las películas Deadpool (2016) y Deadpool 2 (2018) de las productoras 20th Century Studios-Marvel Entertainment, en las que interpretó al personaje principal. El primero estableció numerosos récords en el momento de su lanzamiento para una comedia con clasificación R y su actuación le valió nominaciones en los Critics' Choice Movie Awards y los Golden Globe Awards.
Reynolds fue nombrado el hombre vivo más sexy de People en 2010 y recibió una estrella en el Paseo de la fama de Hollywood en 2017. Como hombre de negocios, tiene una participación en Mint Mobile y es copropietario del club de fútbol galés Wrexham Association Football Club; este último fue documentado en la serie de televisión Welcome to Wrexham. Además, también es accionista del Necaxa mexicano, y La Equidad colombiana.

## Biografía

### Infancia y juventud
Ryan Reynolds nació el 23 de octubre de 1976 en la ciudad de Vancouver, provincia de Columbia Británica, Canadá. Hijo de Jim, mayorista de alimentos y boxeador semi-profesional, y Tammy, una vendedora al por menor. Es el menor de cuatro hermanos, de los cuales dos son agentes de policía. En el año de 1994, Reynolds se graduó de la escuela secundaria Kitsilano Secondary School ubicada en Vancouver. Posteriormente, estudió en Kwantlen College, ubicado en Richmond, pero abandonó sus estudios antes de culminar su carrera.

### Vida personal

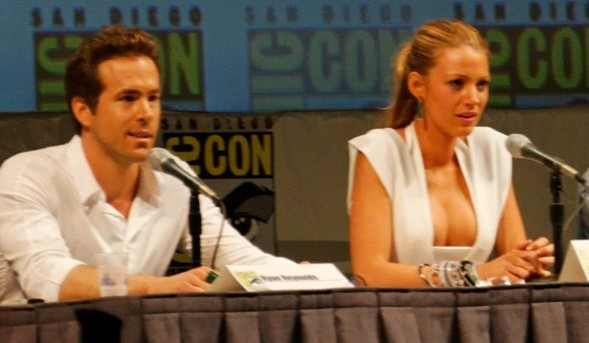
Reynolds con su esposa Blake Lively, promocionando la película de Linterna Verde en la Comic-Con de 2010.

Desde 2002 hasta 2007, Reynolds estuvo vinculado sentimentalmente con la cantante Alanis Morissette, y la pareja se comprometió en 2004. Sin embargo, en julio de 2006, la revista People informó que la pareja se había separado, a pesar de que ninguno de los dos confirmó esta noticia. En febrero de 2007, la pareja decidió disolver su compromiso.
El 5 de mayo de 2008 se anunció que estaba comprometido con la actriz Scarlett Johansson y contrajo matrimonio con ella el 27 de septiembre del mismo año. En diciembre de 2010 Ryan y Scarlett lanzaron un comunicado a través de la revista People para anunciar el fin de su matrimonio.
El 9 de septiembre de 2012 se casó con Blake Lively en Mount Pleasant, Carolina del Sur.
En octubre de 2014 anunciaron que se encontraban esperando su primer hijo. El 31 de diciembre de 2014, el actor junto a la actriz Blake Lively, se convirtió en padre de una niña llamada James. En abril de 2016 se confirmó el segundo embarazo de su esposa. El 30 de septiembre de 2016 se convirtió en padre por segunda vez de una niña a la cual llamaron Inez. En mayo de 2019 se confirmó la espera de su tercera hija, Betty, la cual nació en octubre de ese año. En septiembre de 2022 se hizo público que estaban esperando su cuarto hijo, el cual nació en febrero de 2023.

## Carrera cinematográfica

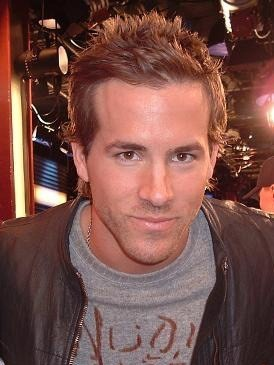
Reynolds en el año 2007.

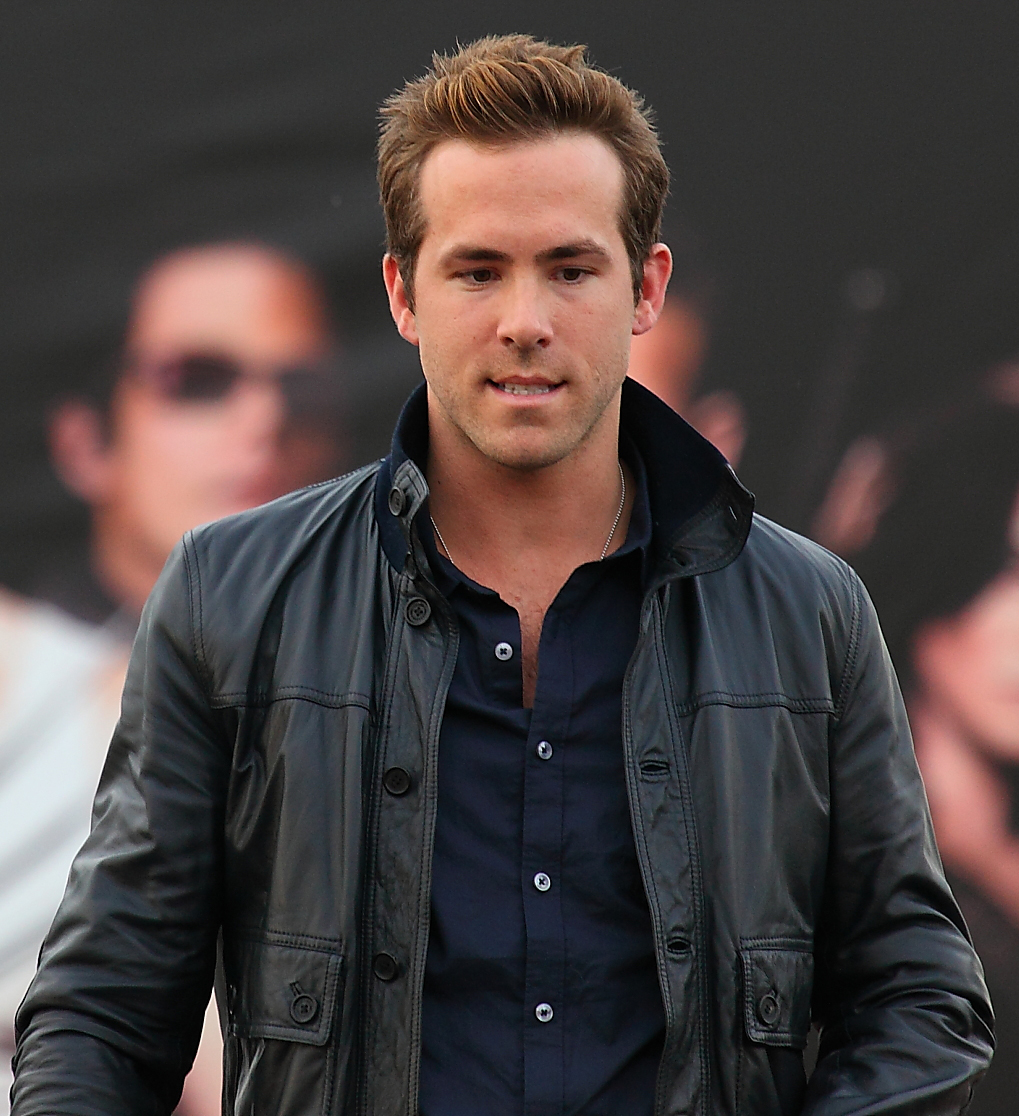
Reynolds en el estreno en 2009 de X-Men Origins: Wolverine.

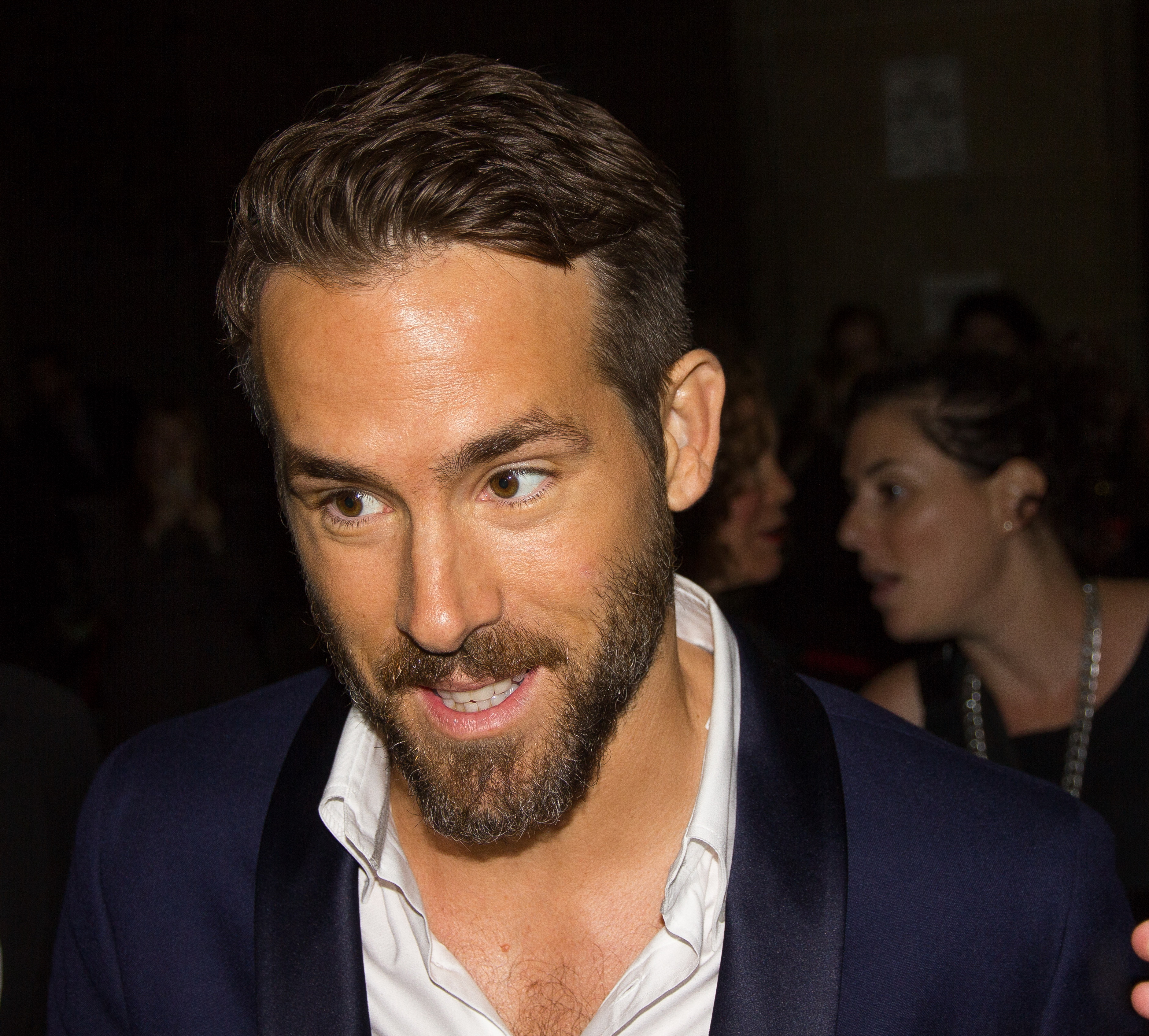
Reynolds en el Festival Internacional de Toronto en 2014.

La trayectoria de Ryan Reynolds empezó con producciones televisivas como Hillside (1993), en la que participó en 13 episodios, y que fue distribuida por Nickelodeon bajo el nombre de Fifteen. También intervino en otros telefilmes como The Marshal (1995), Expediente X (1996) o el telefilme Sabrina, the Teenage Witch (1996), protagonizado por Melissa Joan Hart. La serie de televisión Two Guys, a Girl and a Pizza Place (1998-2001), fue la que le dio fama en Estados Unidos. Sus primeras incursiones en el cine se produjeron con Van Wilder: Animal Party (2002), Blade: Trinity (2004), protagonizada por Wesley Snipes, película que recaudó 128 millones mundialmente. Posteriormente protagonizó cintas como el remake de The Amityville Horror (2005) que fue un éxito sorpresa en la cartelera estadounidense al sumar 65 millones de dólares en ese territorio. Además apareció en Smokin' Aces (2006), cinta en la que compartía protagonismo con Ben Affleck. Ese mismo año también llegó a las salas Sólo amigos, junto a Amy Smart y Anna Faris.
Su primer papel en una superproducción fue con el personaje de Deadpool en X-Men Origins: Wolverine (2009), protagonizado por Hugh Jackman en el papel de Wolverine. La película sumó 85 millones en el primer fin de semana para finalmente recaudar 373 millones internacionalmente. Un año antes protagonizó el drama Fireflies in the Garden (2008), en la que compartía cartel con Julia Roberts y Willem Dafoe. En el año posterior apareció Adventureland (2009), formando parte de un reparto que incluyó a Jesse Eisenberg y Kristen Stewart. El filme recibió en su mayoría comentarios positivos. También en 2009 protagonizó la comedia romántica The Proposal (2009), junto a la actriz Sandra Bullock. En dicha película interpretaba a un hombre que era forzado por su jefa a casarse con ella, con el fin de que ésta no fuese deportada a Canadá. La película sumó 317 millones de dólares mundialmente y fue definida por algunos críticos como «refrescante y divertida».
Protagonizó el thriller Buried (2010), dirigido por el director español Rodrigo Cortés, en la que interpretó a un hombre que era enterrado vivo. Todo el metraje del filme acontecía en el ataúd, en el cual solo disponía de un mechero, un teléfono móvil y 90 minutos de oxígeno. La película recibió buenos comentarios por parte de la prensa especializada, recibió elogios por su interpretación y fue candidato al Goya a la mejor interpretación masculina protagonista.
En 2011 estrenó la adaptación a la gran pantalla del cómic Linterna Verde, en ella trabajó con actores como Tim Robbins o Peter Sarsgaard. La recepción de la película en taquilla quedó lejos de lo esperado por el estudio distribuidor, Warner Bros. Ese mismo año interpretó al mejor amigo de Jason Bateman en la comedia The Change-Up.
En febrero de 2016, interpretó al personaje de Marvel Comics Wade Wilson, para la adaptación cinematográfica de Deadpool. Papel cómico, que le supuso críticas positivas y con el que comenzó una gran promoción en redes sociales, hasta el estreno de la segunda parte, Deadpool 2, en 2018. El 27 de septiembre de 2022, se anunció la fecha de estreno de la tercera parte de Deadpool, Deadpool & Wolverine, que además tendrá la participación de Hugh Jackman en el papel de Wolverine, el estreno está programado para el 26 de julio de 2024.

## Empresas de negocios

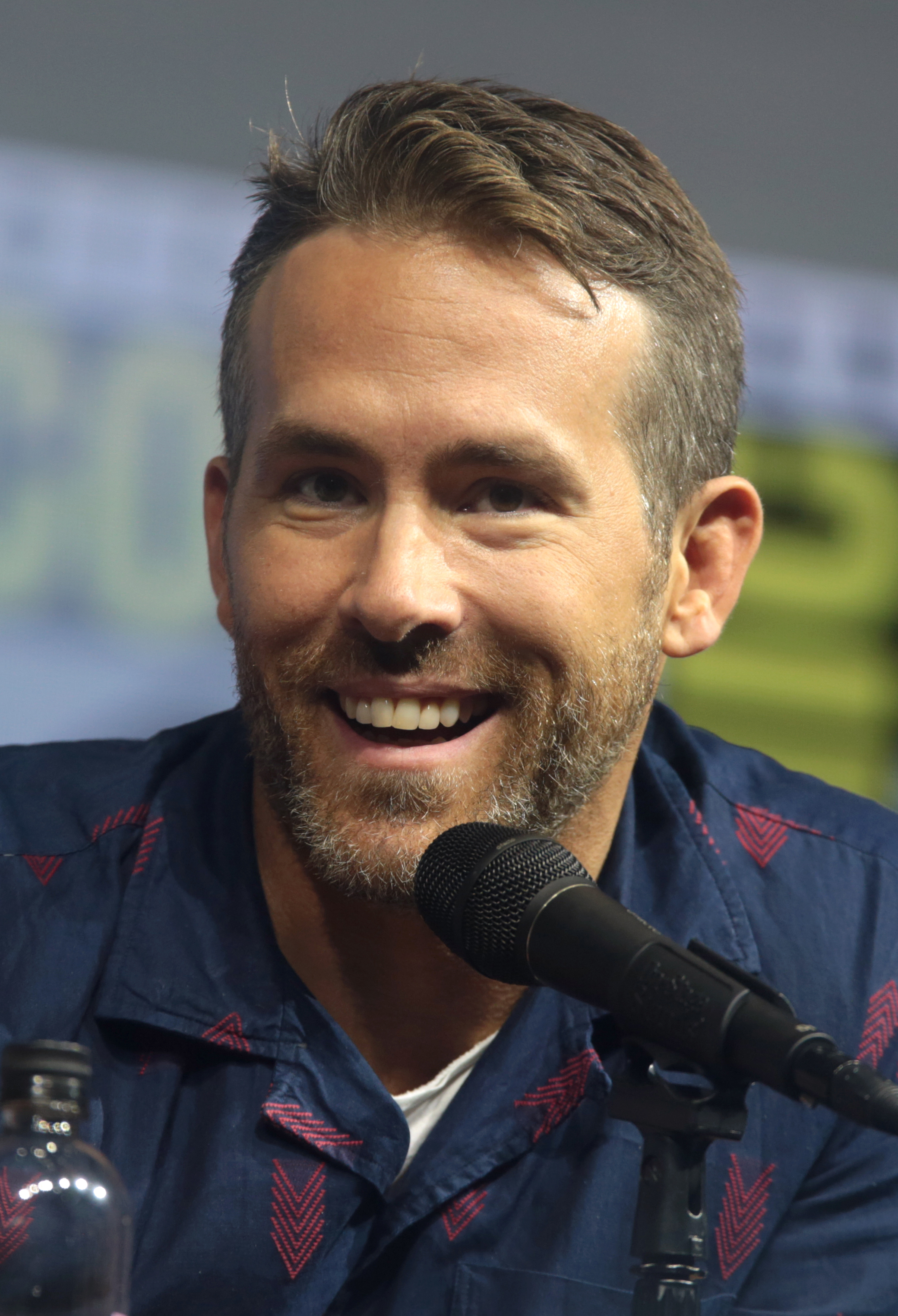
Reynolds en el año 2018.

En febrero de 2018 adquirió una participación de la empresa de bebidas espirituosas, Aviation American Gin. Afirmó que su interés iba más allá de la de un propietario, y que pensaba supervisar la dirección creativa del producto, además de participar activamente en el negocio. Desde ese momento, Reynolds promocionó activamente la marca en sus redes sociales.
En noviembre de 2019, compró una participación de Mint Mobile, una empresa de telefonía de California. Y en julio de 2020, se unió al grupo tejano de telecomunicaciones Match Group.
El 23 de septiembre de 2020, se anunció que el grupo empresarial McReynolds (formado por Reynolds y Rob McElhenney) estaba negociando para hacerse con el Wrexham AFC, un club de fútbol galés. El 16 de noviembre, se confirmó que Reynolds y McElhenney se harían cargo del club tras recibir la aprobación del comité 'Wrexham Supporters Trust' el, en ese momento, actual grupo de accionistas del club. Aunque hubo que esperar hasta febrero de 2021, para que su adquisición fuese aprobada por la Financial Conduct Authority (la autoridad financiera del Reino Unido).

## Filmografía

### Cine
| Año  | Título                                | Personaje                                   | Ref.    |
| ---- | ------------------------------------- | ------------------------------------------- | ------- |
| 1993 | Ordinary Magic                        | Jeffrey / Ganes                             | [ 42 ]  |
| 1997 | The Alarmist                          | Howard Ancona                               | [ 43 ]  |
| 1999 | Coming Soon                           | Henry Lipschitz                             | [ 44 ]  |
| 1999 | Dick                                  | Chip                                        | [ 45 ]  |
| 2000 | Boltneck                              | Karl O'Reilly                               | [ 46 ]  |
| 2000 | Alive                                 | John                                        | [ 47 ]  |
| 2001 | Finder's Fee                          | Quigley                                     | [ 48 ]  |
| 2002 | National Lampoon's Van Wilder         | Van Wilder                                  | [ 49 ]  |
| 2002 | Buying the Cow                        | Mike Hanson                                 | [ 50 ]  |
| 2003 | The In-Laws                           | Mark Tobias                                 | [ 51 ]  |
| 2003 | Foolproof                             | Kevin Kraft                                 | [ 52 ]  |
| 2004 | Harold & Kumar Go to White Castle     | Enfermero                                   | [ 53 ]  |
| 2004 | Blade: Trinity                        | Hannibal King                               | [ 54 ]  |
| 2005 | The Amityville Horror                 | George Lutz                                 | [ 55 ]  |
| 2005 | Waiting...                            | Monty                                       | [ 56 ]  |
| 2005 | Sólo amigos                           | Chris Brander                               | [ 57 ]  |
| 2006 | Smokin' Aces                          | Richard Messner                             | [ 58 ]  |
| 2007 | The Nines                             | Gary / Gavin / Gabriel                      | [ 59 ]  |
| 2008 | Chaos Theory                          | Frank Allen                                 | [ 60 ]  |
| 2008 | Definitely, Maybe                     | William «Will» Hayes                        | [ 61 ]  |
| 2008 | Fireflies in the Garden               | Michael Taylor                              | [ 62 ]  |
| 2009 | Adventureland                         | Mike Connell                                | [ 63 ]  |
| 2009 | X-Men Origins: Wolverine              | Wade Wilson / Deadpool                      | [ 64 ]  |
| 2009 | The Proposal                          | Andrew Paxton                               | [ 65 ]  |
| 2009 | Paper Man                             | Capitán Excelente                           | [ 66 ]  |
| 2010 | Buried                                | Paul Conroy                                 | [ 67 ]  |
| 2011 | Linterna Verde                        | Hal Jordan / Linterna Verde                 | [ 68 ]  |
| 2011 | The Change-Up                         | Mitch Planko / Dave Lockwood                | [ 69 ]  |
| 2011 | The Whale                             | Narrador                                    | [ 70 ]  |
| 2012 | Safe House                            | Matt Weston                                 | [ 71 ]  |
| 2012 | Ted                                   | Jared                                       | [ 72 ]  |
| 2013 | The Croods                            | Guy (voz)                                   | [ 73 ]  |
| 2013 | Turbo                                 | Turbo (voz)                                 | [ 74 ]  |
| 2013 | R.I.P.D.: Rest in Peace Department    | Nick Walker                                 | [ 75 ]  |
| 2014 | Las voces                             | Jerry Hickfang                              | [ 76 ]  |
| 2014 | The Captive                           | Matthew Lane                                | [ 77 ]  |
| 2014 | A Million Ways to Die in the West     | Cowboy                                      | [ 78 ]  |
| 2015 | Mississippi Grind                     | Curtis                                      | [ 79 ]  |
| 2015 | La dama de oro                        | E. Randol Schoenberg                        | [ 80 ]  |
| 2015 | Selfless                              | Damian Hale / Edward Kittner / Mark Bitwell | [ 81 ]  |
| 2016 | Criminal                              | Bill Pope                                   | [ 82 ]  |
| 2016 | Deadpool                              | Wade Wilson / Deadpool                      | [ 83 ]  |
| 2017 | Life                                  | Rory Adams                                  | [ 84 ]  |
| 2017 | The Hitman's Bodyguard                | Michael Bryce                               | [ 85 ]  |
| 2018 | Deadpool 2                            | Wade Wilson / Deadpool                      | [ 86 ]  |
| 2019 | Pokémon: Detective Pikachu            | Pikachu / Harry Goodman (voz)               | [ 87 ]  |
| 2019 | Fast & Furious Presents: Hobbs & Shaw | Victor Locke                                | [ 88 ]  |
| 2019 | 6 Underground                         | Uno / Magnet S. Johnson                     | [ 89 ]  |
| 2019 | Great Bear Rainforest                 | Narrador                                    | [ 90 ]  |
| 2020 | Los Croods 2: Una nueva era           | Guy (voz)                                   | [ 91 ]  |
| 2021 | The Hitman's Wife's Bodyguard         | Michael Bryce                               | [ 92 ]  |
| 2021 | Free Guy                              | Guy / Dude                                  | [ 93 ]  |
| 2021 | Red Notice                            | Nolan Booth                                 | [ 94 ]  |
| 2022 | The Adam Project                      | Adam Reed                                   | [ 95 ]  |
| 2022 | Bullet Train                          | Carver                                      | [ 96 ]  |
| 2022 | Spirited                              | Clint Briggs                                | [ 97 ]  |
| 2022 | Shotgun Wedding                       | (Productor ejecutivo)                       | [ 98 ]  |
| 2023 | Ghosted                               | Jonas                                       | [ 99 ]  |
| 2024 | Deadpool & Wolverine                  | Wade Wilson / Deadpool                      | [ 100 ] |
| 2024 | Amigos imaginarios                    | Cal                                         | [ 101 ] |

#### Cortometrajes
- No Good Deed[102] (2017)
- Deadpool and Korg React[103] (2021)

### Televisión
| Año       | Título                    | Rol                                 | Notas                                 | Ref.    |
| --------- | ------------------------- | ----------------------------------- | ------------------------------------- | ------- |
| 1990–1993 | Hillside                  | Billy Simpson                       | 13 episodios                          | [ 104 ] |
| 1993–1994 | The Odyssey               | Macro / Lee                         | 13 episodios                          | [ 105 ] |
| 1994      | My Name is Kate           | Kevin Bannister                     | Película de televisión                | [ 106 ] |
| 1995–1998 | The Outer Limits          | Paul Nodel / Derek Tillman          | 3 episodios                           | [ 107 ] |
| 1995      | Serving in Silence        | Andy                                | Película de televisión                | [ 108 ] |
| 1996      | The X-Files               | Jay «Boom» DeBoom                   | Episodio: «Syzygy»                    | [ 109 ] |
| 1996      | The John Larroquette Show | Tony Hemingway                      | Episodio: «Napping to Success»        | [ 110 ] |
| 1996      | In Cold Blood             | Bobby Rupp                          | Miniserie de televisión               | [ 111 ] |
| 1996      | Sabrina the Teenage Witch | Seth                                | Película de televisión                | [ 112 ] |
| 1996      | When Friendship Kills     | Ben Colson                          | Película de televisión                | [ 113 ] |
| 1998–2001 | Two Guys and a Girl       | Michael Eugene Leslie «Berg» Bergen | Rol principal                         | [ 114 ] |
| 2003      | Scrubs                    | Spence                              | Episodio: «My Dream Job»              | [ 115 ] |
| 2004–2005 | Zeroman                   | Ty Cheese                           | 13 episodios (voz)                    | [ 116 ] |
| 2005      | School of Life            | Michael «Mr. D» D'Angelo            | Película de televisión                | [ 117 ] |
| 2021      | Corner Gas Animated       | Él mismo                            | Episodio: «Ruby Re-Burn» (voz, cameo) | [ 118 ] |
| 2023      | American Auto             | Él mismo                            | Episodio: «Celebrity»                 | [ 119 ] |

### Videojuegos
| Año  | Título                                | Rol                        | Notas | Ref.    |
| ---- | ------------------------------------- | -------------------------- | ----- | ------- |
| 2011 | Green Lantern: Rise of the Manhunters | Hal Jordan / Green Lantern | Voz   | [ 120 ] |
| 2018 | Marvel Strike Force                   | Wade Wilson / Deadpool     | Voz   | [ 121 ] |
| 2021 | Fortnite Battle Royale                | Guy                        |       | [ 122 ] |
| 2022 | FIFA 23                               | Él mismo                   | Voz   | [ 123 ] |

### Vídeos musicales
| Año  | Título                   | Artista           | Ref.             |
| ---- | ------------------------ | ----------------- | ---------------- |
| 2009 | «Threw It on the Ground» | The Lonely Island | [ 124 ] [ 125 ]  |
| 2018 | «Ashes»                  | Celine Dion       | [ 126 ]          |
| 2019 | «You Need to Calm Down»  | Taylor Swift      | [ 127 ]          |
| 2024 | «Chk Chk Boom»           | Stray Kids        | [cita requerida] |

## Reconocimientos
Globos de Oro
| Año  | Categoría                       | Película | Resultado |
| ---- | ------------------------------- | -------- | --------- |
| 2017 | Mejor actor - Comedia o musical | Deadpool | Nominado  |

Premios Goya
| Año  | Categoría                                   | Película | Resultado |
| ---- | ------------------------------------------- | -------- | --------- |
| 2010 | Mejor interpretación masculina protagonista | Buried   | Nominado  |

MTV Movie Awards
| Año  | Categoría                   | Película                                                                | Resultado |
| ---- | --------------------------- | ----------------------------------------------------------------------- | --------- |
| 2003 | Mejor actor                 | Van Wilder: Animal Party                                                | Nominado  |
| 2010 | Mejor actuación cómica      | The Proposal                                                            | Nominado  |
| 2010 | Mejor beso                  | The Proposal (compartido con Sandra Bullock)                            | Nominado  |
| 2010 | Mejor pelea                 | X-Men Origins: Wolverine (compartido con Hugh Jackman y Liev Schreiber) | Nominado  |
| 2011 | Mejor actuación terrorífica | Buried                                                                  | Nominado  |
| 2016 | Mejor actor                 | Deadpool                                                                | Nominado  |
| 2016 | Mejor actuación de acción   | Deadpool                                                                | Nominado  |
| 2016 | Mejor beso                  | Deadpool (compartido con Morena Baccarin)                               | Nominado  |
| 2016 | Mejor actuación cómica      | Deadpool                                                                | Ganador   |
| 2016 | Mejor pelea                 | Deadpool (compartido con Ed Skrein)                                     | Ganador   |

Teen Choice Awards
| Año  | Categoría                           | Película              | Resultado |
| ---- | ----------------------------------- | --------------------- | --------- |
| 2005 | Mejor escena de terror              | The Amityville Horror | Ganador   |
| 2009 | Choice Summer Movie Star            | The Proposal          | Nominado  |
| 2010 | Choice Movie Actor: Romantic Comedy | The Proposal          | Nominado  |
| 2010 | Choice Movie: Chemistry             | The Proposal          | Nominado  |
| 2010 | Choice Movie: Liplock               | The Proposal          | Nominado  |
| 2011 | Choice Movie Actor: Sci-Fi/Fantasy  | Linterna Verde        | Nominado  |
| 2016 | Choice Movie Actor: Action          | Deadpool              | Nominado  |
| 2016 | Choice Movie: Hissy Fit             | Deadpool              | Ganador   |

Young Artist Awards
| Año  | Categoría                                      | Serie    | Resultado |
| ---- | ---------------------------------------------- | -------- | --------- |
| 1993 | Mejor joven actor coprotagonista de televisión | Hillside | Nominado  |

Young Hollywood Awards
| Año  | Categoría                                | Resultado |
| ---- | ---------------------------------------- | --------- |
| 2003 | Actor masculino de la próxima generación | Ganador   |